# Great Torrington
Great Torrington est une petite ville et une paroisse civile du Devon, situé dans l'Angleterre du Sud-Ouest. 

## Histoire
La bataille de Torrington (16 février 1646) fut une bataille décisive de la Première Guerre civile anglaise qui marqua la fin de la résistance royaliste dans l'ouest du pays.  
À Torrington, on pratiquait le Out-Hurling, une forme du football médiéval. « Une fois pratiqué lors du Trinity Monday, le 'Out-hurling' est inclus dans le Great Torrigton Revel' Day de 1922. La publication Devon and Cornwall Notes and Questions, 1922, volume 12, comporte un récit sur le jeu et déclare qu'il avait auparavant été un jeu habituel et était pratiqué avec une petite balle « lancée à la main », sur un terrain d'environ un demi mile (près d'un ruisseau). »

## Jumelages
Roscoff (France)

## Personnalités liées
- Thomas Fowler (1777-1843), inventeur, y est né.